# Lysimelia aroa
Lysimelia aroa är en fjärilsart som beskrevs av George Thomas Bethune-Baker 1908. Lysimelia aroa ingår i släktet Lysimelia och familjen nattflyn. Inga underarter finns listade i Catalogue of Life.